# Frosch

Logo marki Frosch

Frosch – marka środków do czyszczenia i pielęgnacji, należąca do pochodzącej z Moguncji spółki Werner & Mertz GmbH. Wprowadzona w 1986 roku rodzina produktów obejmuje ponad 70 artykułów, wśród nich uniwersalne środki czyszcząco-pielęgnujące, płyny do mycia naczyń, środki do zmywarek, płyn do mycia szyb, płyny i kulki do WC, środki specjalistyczne do czyszczenia AGD oraz środki do prania, pielęgnacji i odplamiania tkanin. W ofercie pod subrandem Frosch Baby znajdują się także produkty stworzone z myślą o dzieciach: do prania i czyszcząco-pielęgnujące. Nowością w asortymencie są mydła do rąk, żele pod prysznic Frosch Senses i odświeżacze powietrza Frosch Oase. Wprowadzając markę Frosch, przedsiębiorstwo uzupełniło swoją paletę produktów (między innymi Erdal w Polsce znany pod marką Bufalo) o markę, która oprócz skuteczności koncentruje się także na aspektach ekologicznych. Marka ta generuje największe obroty przedsiębiorstwa. Pod tą nazwą spółka Werner & Mertz realizuje także inicjatywy w dziedzinie zrównoważonego rozwoju. Według ankiety przeprowadzonej przez wydawnictwo Reader‘s Digest Frosch należy – z perspektywy konsumentów – do najbardziej godnych zaufania marek. W 2020 roku spółka Werner & Mertz osiągnęła obroty na poziomie 525 mln euro.

## Historia marki

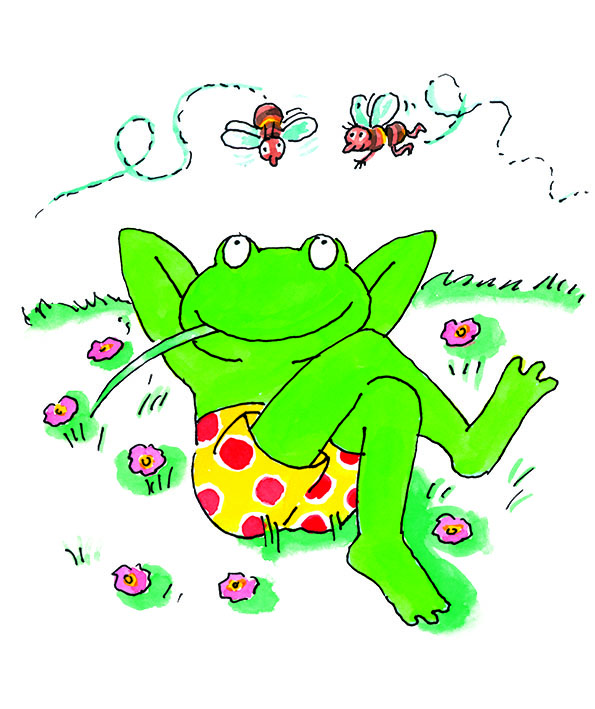
Postać z kreskówki marki Frosch

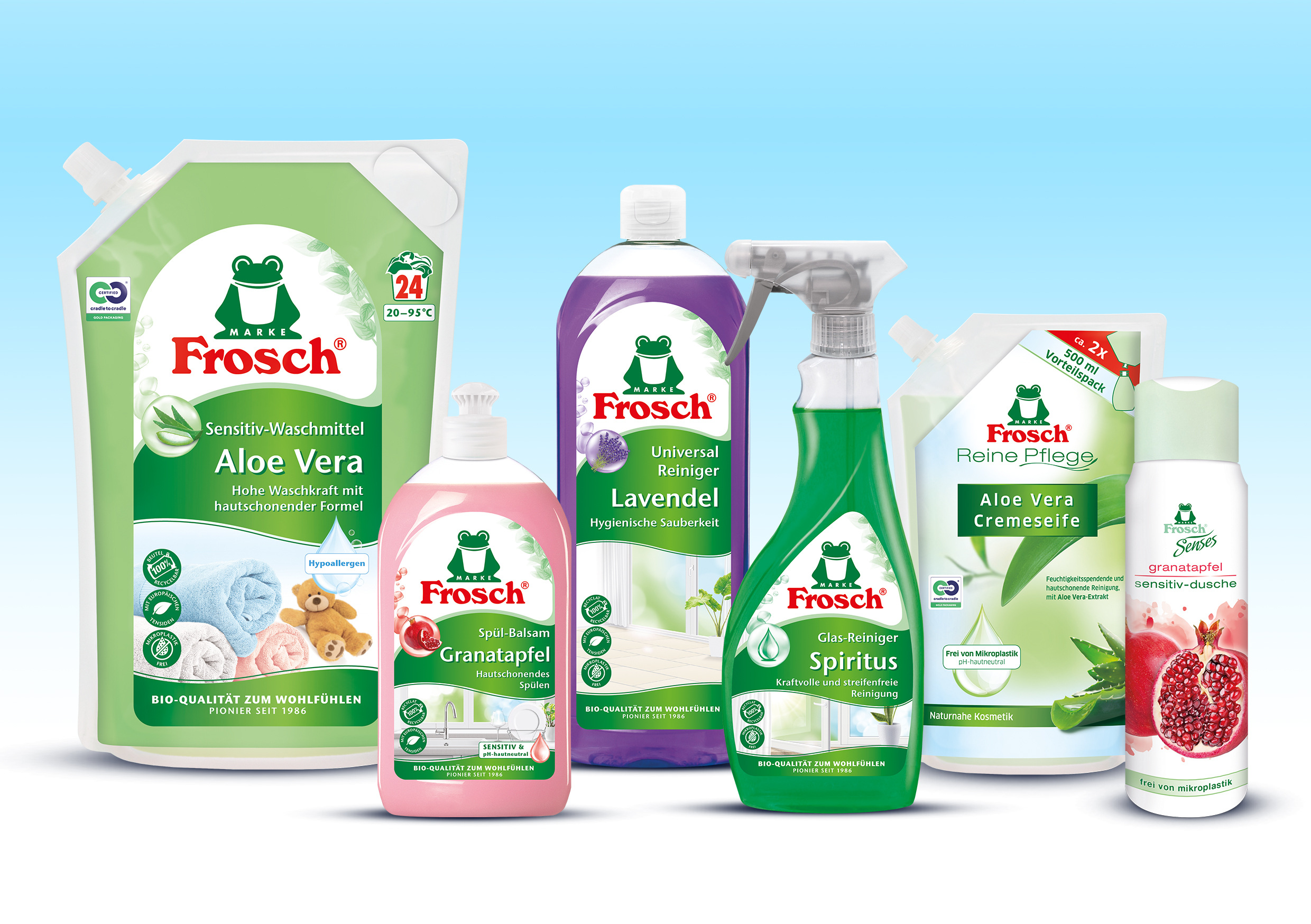
Przykładowy wybór różnych produktów marki Frosch

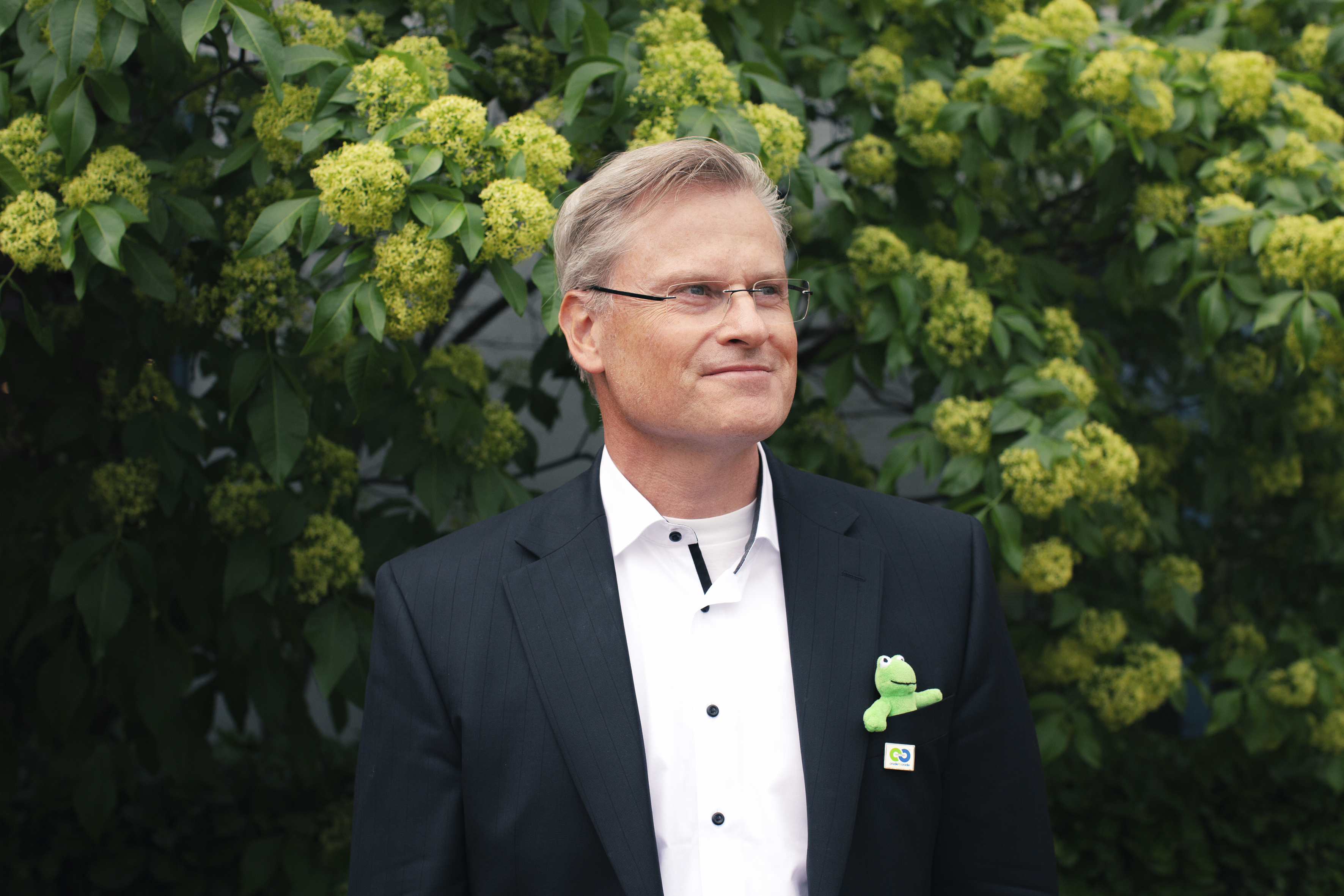
Reinhard Schneider (2020) z marką macsot Frosch (marka)

W kwietniu 1986 roku spółka Werner & Mertz zarejestrowała w Niemczech produkt „Frosch Neutral-Seifen-Reiniger” (Neutralny środek do czyszczenia na bazie mydła) jako markę, był to pierwszy domowy środek do czyszczenia bez fosforanów. W latach 90. produkty Frosch zdobyły wiodącą pozycję na niemieckim rynku w sektorze chemii gospodarczej, którą jednak utraciły w 1999 roku, gdy także konkurencyjne produkty spozycjonowały się w reklamach jako ekologiczne, podczas gdy firma Frosch przez sześć lat nie prowadziła kampanii reklamowych. Dzięki kampanii reklamowej o wartości 6,1 mln euro w latach 2000 i 2001 odzyskano pozycję lidera na rynku. W 2001 roku udział Frosch w niemieckim rynku chemii gospodarczej wynosił 19,5% w porównaniu z konkurencyjnymi produktami Der General (18,7%) i Meister Proper (18,4%). W 2006 roku udział Frosch w całych obrotach spółki Werner & Mertz GmbH wynosił około 80%. W 2019 roku spółka Werner & Mertz osiągnęła kwotę 455 mln euro.

## Podejście ekologiczne
Marka Frosch prezentuje spółkę Werner & Mertz jako ekologicznego i zrównoważonego producenta chemii gospodarczej. W chwili wprowadzania na rynek produkty do czyszczenia Frosch były pierwszymi środkami czyszczącymi niezawierającymi fosforanów na rynku niemieckim. Zakłady produkcyjne przedsiębiorstwa w Moguncji i Hallein, w których wytwarzane są produkty marki Frosch, posiadają certyfikat EMAS II. Frosch we współpracy z organizacją ekologiczną Naturschutzbund Deutschland działa na rzecz zwiększenia wykorzystania plastiku pochodzącego z recyklingu, na przykład z butelek plastikowych, w produkcji własnych opakowań. Od 2010 roku opakowania składają się w 80% z plastiku pochodzącego z recyklingu, początkowo przede wszystkim z butelek plastikowych. W 2010 roku powstała Inicjatywa Recyklatu. Obecnie wszystkie butelki na środki do czyszczenia marki Frosch składają się w 100% z materiałów umożliwiających recykling. W 2019 roku we współpracy z organizacjami Der Grüne Punkt i Erema marka Frosch wprowadziła do handlu pierwsze opakowanie, które w 100% składa się z plastiku pochodzącego z recyklingu. Podobnie jak w przypadku produktów innych producentów w środkach do czyszczenia Frosch nadal używane są środki powierzchniowo czynne z oleju palmowego. Jest to krytykowane, ponieważ w celu prowadzenia plantacji karczowane są tropikalne lasy deszczowe, przede wszystkim w Azji Południowo-Wschodniej. Firma Frosch deklaruje, że poszukuje zamienników dla surfaktantów z oleju palmowego, które można pozyskiwać z olejów roślinnych pochodzących z Europy, np. z oleju rzepakowego, oliwy z oliwek lub oleju lnianego. Od 2013 roku produkty Frosch zawierają według danych firmy między 10% a 100% środków powierzchniowo czynnych z upraw europejskich.
W ramach „Inicjatywy Frosch” spółka Werner & Mertz łączy swoje projekty w dziedzinie zrównoważonego rozwoju, których celem jest zwiększenie stopnia recyklingu plastiku i stosowanie europejskich olejów roślinnych. Zadeklarowanym celem przedsiębiorstwa jest budowanie gospodarki o obiegu zamkniętym i redukcja odpadów z plastiku w oceanach.
Na płaszczyźnie lokalnej spółka Werner & Mertz w ramach projektu Naturschutzbund Deutschland „Frosch chroni żaby” wspiera zasiedlanie przez rzekotki drzewne nadreńskich błoni koło Moguncji.
\

## Percepcja publiczna

### Postrzeganie marki i nagrody branżowe
Według profesora marketingu Franza-Rudolfa Escha marka Frosch jest postrzegana jako ekologiczne środki czystości. Marka cieszy się pozytywną opinią wśród konsumentów. Przeprowadzone ostatnio przez Reader’s Digest badanie niemieckiego rynku „Trusted Brands 2020” pozwoliło utrzymać marce pierwsze miejsce w kategorii „Chemia gospodarcza”. Badanie jest przeprowadzane co roku od 2001 roku, od 2002 marka Frosch zdobywała pierwsze miejsce w swojej kategorii z dużą przewagą nad marką zajmującą drugie miejsce. Uczestnicy badania zostali także poproszeni o wymienienie marki, której szczególnie ufają pod kątem ochrony środowiska. Marka Frosch była najczęściej wymienianą spośród wszystkich marek.
Niemieckie czasopismo branżowe Lebensmittel Praxis wielokrotnie nadawało produktom Frosch tytuł Produktu Roku: Frosch Aloesowy płyn do mycia naczyń otrzymał złotą nagrodę Produkt Roku 2005, Frosch Lawendowy płyn do WC srebrną nagrodę 2009, a odświeżacz powietrza lilia wodna Frosch Oase brązową nagrodę 2010. W 2020 roku złotą nagrodę Produkt Roku otrzymał Frosch Senses Żel pod prysznic z kwiatem pomarańczy do skóry wrażliwej. Przyznano także srebrną i brązową nagrodę dla dwóch innych produktów.
W 2008 marka Frosch otrzymała niemiecką nagrodę Marken Award w kategorii Najlepsze Rozszerzenie Marki za pomyślne wprowadzenie oddzielnej marki odświeżaczy powietrza Frosch Oase. Pod koniec 2009 roku marka Frosch zdobyła Niemiecką Nagrodę Zrównoważonego Rozwoju. W 2020 roku marka Frosch po raz kolejny otrzymała niemiecką nagrodę Marken Award, tym razem za najlepszą strategię zrównoważonego rozwoju. Ponadto marka Frosch była zwycięzcą WorldStar w konkursie Global Packaging Awards 2020 za plastikowy worek, który w całości nadaje się do recyklingu. W 2021 roku marka otrzymała za niego także nagrodę German Design Award w kategorii „Excellent Communications Design – Eco Design”. W 2021 marka Frosch otrzymała Niemiecką Nagrodę Zrównoważonego Rozwoju dla Designu za opakowania nadające się do obiegu zamkniętego. Już od 2014 roku butelki PET marki Frosch są w 100% produkowane z recyklatu poużytkowego (Post-Consumer Recyclate), z czego 20% pochodzi z żółtego pojemnika na odpady. Do 2022 roku firma zdołała zwiększyć ten udział do 50%, za co została wyróżniona nagrodą WorldStar Packaging Award 2022. Udział ten może wzrosnąć do 75% do 2023 roku.
Ponadto w konkursie EFFIE marka Frosch wielokrotnie zajmowała czołowe miejsca: w 1991 zdobyła złotą nagrodę Effie, a w 2002 srebrną. W 2003 marka Frosch była finalistą konkursu Effie.
W 2020 roku marka Frosch stała się liderem rynku w kategorii Płyny do mycia szyb, pokonując markę firmy Henkel Sidolin. W sektorze środków do prania udział w rynku wzrósł do 3,3%. W ciągu pierwszych trzech miesięcy 2020 roku obroty na produkcie mydło w płynie wzrosły o 93%, a w przypadku środków do prania o 58% w porównaniu do roku ubiegłego.

### Krytyka
W 2019 roku niemiecka organizacja Ökotest przeprowadziła test proszków do prania i skorygowała ocenę proszku do prania marki Frosch. Powodem był fakt, iż proszek zawierał polimer syntetyczny. Producent zapowiedział, że w przyszłości zrezygnuje z takich składników. Organizacja Ökotest zweryfikowała tę zapowiedź w kwietniu 2020 i nie znalazła w składzie zakwestionowanego polimeru. W wydaniu 7 / 2020 niemieckiego magazynu Öko-Test przeprowadzono test płynów do prania. Płyn do prania marki Frosch otrzymał ocenę „dostateczny”. Frosch Uniwersalny płyn do prania został tak oceniony, ponieważ zawierał inhibitor przenoszenia barwników, które Ökotest zalicza do polimerów syntetycznych. Według deklaracji spółki Werner & Mertz nie ma obecnie czysto naturalnej alternatywy dla tej substancji.